# NGC 3825
NGC 3825 = NGC 3852 ist eine Balken-Spiralgalaxie mit aktivem Galaxienkern vom Hubble-Typ SBa im Sternbild Jungfrau auf der Ekliptik. Sie ist schätzungsweise 287 Millionen Lichtjahre von der Milchstraße entfernt und hat einen Durchmesser von etwa 110.000 Lj.

Im selben Himmelsareal befinden sich u. a. die Galaxien NGC 3819, NGC 3822, NGC 3833, NGC 3848.
Das Objekt wurde am 15. April 1784 von dem deutsch-britischen Astronomen Wilhelm Herschel entdeckt.